# Joël Godeau (diplomaat)
Joël Godeau (Parijs, 25 oktober 1954) is een Frans diplomaat. Hij diende zijn land als ambassadeur voor Suriname en Liberia, en als zaakgelastigde voor Soedan en Gambia.

## Biografie
Joël Godeau studeerde af aan het Institut d'études politiques de Paris (Sciences Po) en het Institut national des langues et civilisations orientales (met als hoofdvak literair Arabisch), en behaalde een certificaat aan het Institut d’études arabes et islamiques (in het vak Maghrebijns-Arabisch).
Hij werkte enkele jaren vanaf 1978 en van 1990 tot 1992 bij de directie Afrika en tussendoor op diplomatieke posten in Algerije, Abu Dhabi en Libië. Vervolgens werd hij uitgezonden naar posten in Mauritanië, Mali, Madagaskar en Libanon. Hierna werd hij gedetacheerd naar het ministerie van Binnenlandse Zaken om als diplomatiek raadsman de prefect van Réunion te dienen.
In november 2010 trad hij aan als ambassadeur in Paramaribo voor Suriname, Guyana en de Caricom. Hij kondigde aan dat Frankrijk, via Frans-Guyana, als buurland vriendschaps- en samenwerkingsbanden met Suriname wil. Hij sprak over "een gedeelde verantwoordelijkheid voor de veiligheid aan beide zijden van de Marowijnerivier" en over ontwikkeling voor de inwoners aan beide kanten van de rivier.
Van 2013 tot 2017 was hij ambassadeur in Liberia en in 2018 zaakgelastigde in Soedan. Sinds oktober van dat jaar is hij zaakgelastigde in Gambia vanuit de ambassade in Senegal.
Godeau werd in Suriname onderscheiden met het grootlint in de Ere-Orde van de Palm en in eigen land als ridder in het Legioen van Eer.